# Nothembius amplus
Nothembius amplus är en mångfotingart som beskrevs av Chamberlin 1941. Nothembius amplus ingår i släktet Nothembius och familjen stenkrypare. Inga underarter finns listade i Catalogue of Life.